# ناحية حريتان
ناحية حريتان إحدى نواحي سوريا تتبع إداريّاً لمحافظة حلب منطقة جبل سمعان ومركزها بلدة حريتان، بلغ تعداد سكان الناحية 67،745 نسمة حسب التعداد السكاني لعام 2004.

## بلدات وقرى ناحية حريتان
عندان، باشكوي، قاح، حريتان، حيان، جب غبشة، كفر بسين، كفر حمرة، معارة الأرتيق، مقبلة، شامر، شيخ زيات، صفة، الطامورة، تيارة، ياقد العدس، بابيص، شيخ نجار، نقارين.